# Bosanskohercegovačka patriotska stranka
Bosanskohercegovačka patriotska stranka je politička partija iz Federacije Bosne i Hercegovine. Stranka je osnovana 1996. godine, a predvodio ju je Sefer Halilović, nekadašnji komandant Armije Republike BiH i član ratnog Predsjedništva Republike BiH. 
Stranka BPS se zalaže za vraćanje Ustava nekadašnje RBiH kroz reforme Ustava BiH ili na druge, demokratske načine.